# And Then We Kiss
"And Then We Kiss" je pjesma američke pop pjevačice Britney Spears. 0bjavljena je sredinom 2007. kao prvi i jedini singl s njenog prvog remiks albuma B in the Mix: The Remixes u izdanju Jive Recordsa.

## Na ljestvicama
"And Then We Kiss" nije se uspio plasirati na Billboard Hot 100 ljestvicu jer je singl bio objavljen samo u vinyl formatu. Osim toga "And Then We Kiss" se uspio plasirati na Billboard Hot Dance Airplay i na ruskoj nacionalnoj radio ljestvici, te je postala jedna od Spearsinih najuspješnijih pjesama u Rusiji. Postala je peta najpopularnija pjesma na ruskim radijskim postajama nakon "Womanizer", "Gimme More", "Toxic" i "Piece of Me".
| Ljestvica (2005)        | Najviša pozicija |
| ----------------------- | ---------------- |
| SAD (Hot Dance Airplay) | 15               |
| Rusija                  | 12               |

## Povijest izdanja
Iz albuma Key Cuts from Remixed i B in the Mix: The Remixes

### Šlužbeno izdanje
| Regija           | Datum     | Kuća         | Format                  |
| ---------------- | --------- | ------------ | ----------------------- |
| Sjeverna Amerika | July 2007 | Jive Records | Promotivni singl, radio |

### Druga izdanja
| Regija           | Datum          | Kuća         | Format                            |
| ---------------- | -------------- | ------------ | --------------------------------- |
| Sjeverna Amerika | studeni 2005.  | Jive Records | radio                             |
| Europa           | prosinac 2005. | Jive Records | Key Cuts from Remixed, radio      |
| Svijet           | prosinac 2005. | Jive Records | Digitalni download, vinyl, radio, |
| Japan            | kolovoz 2006.  | Jive Records | EP                                |

## Popis verzija
Američka promotivna ploča/svjetski EP
1. "And Then We Kiss" (Junkie XL Remix) - 4:28
2. "And Then We Kiss" (Junkie XL Mix Instrumental) - 4:28
3. "And Then We Kiss" (Junkie XL Undressed Mix) 4:11
4. "And Then We Kiss" (Junkie XL Undressed Mix Instrumental) - 4:11

Digitalni download/Japan Promo CD
1. "And Then We Kiss" (Junkie XL Remix) - 4:28